# Rede de emalhar

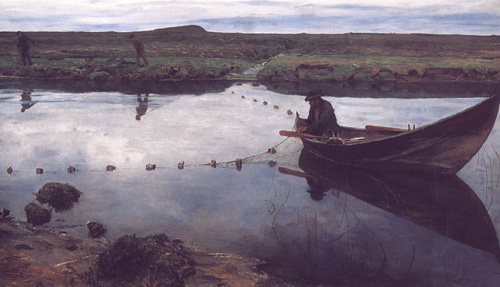
Rede de emalhar em ”O pescador de salmão” (pintura de Eilif Peterssen)

Redes de emalhar são um tipo de artes de pesca passivas em que os peixes ou crustáceos ficam presos nas suas malhas devido ao seu próprio movimento.
São aparelhos relativamente simples, pois consistem, na sua forma básica, em retângulos de rede com flutuadores numa extremidade e pesos na oposta, que é lançada à água num local por onde passam cardumes. Os peixes ficam emalhados, ou seja, presos nas malhas da rede, normalmente pelos espinhos ou opérculos. Esses retângulos podem ter poucos metros e ser operados por dois pescadores a pé, ou podem ter vários quilómetros e constituírem o principal instrumento de pesca dum barco-fábrica.
Este método de pesca tem muitas variantes, a mais perigosa das quais – para a fauna marinha e para a própria navegação – é a rede-derivante, que também pode ter vários quilómetros de extensão e pode perder-se, continuando a matar peixes que depois não são aproveitados e até mamíferos marinhos. Para além disso, estas redes são praticamente invisíveis e uma rede perdida pode imobilizar a hélice de um navio. Por estas razões, este método de pesca foi banido por vários países.
Nas praias da Nazaré e da Vieira de Leiria é usada uma rede de emalhar estacada na baixa mar, chamada majoeira, sem auxílio de embarcação. Esta técnica é habitualmente armada em Janeiro e Fevereiro, durante a desova, para a pesca do robalo, sargo e outras espécies.[carece de fontes?]